# Polyblastia moravica
Polyblastia moravica är en lavart som beskrevs av Georg Hermann Zschacke. Polyblastia moravica ingår i släktet Polyblastia, och familjen Verrucariaceae. Arten är reproducerande i Sverige.